# Обгон на торможении

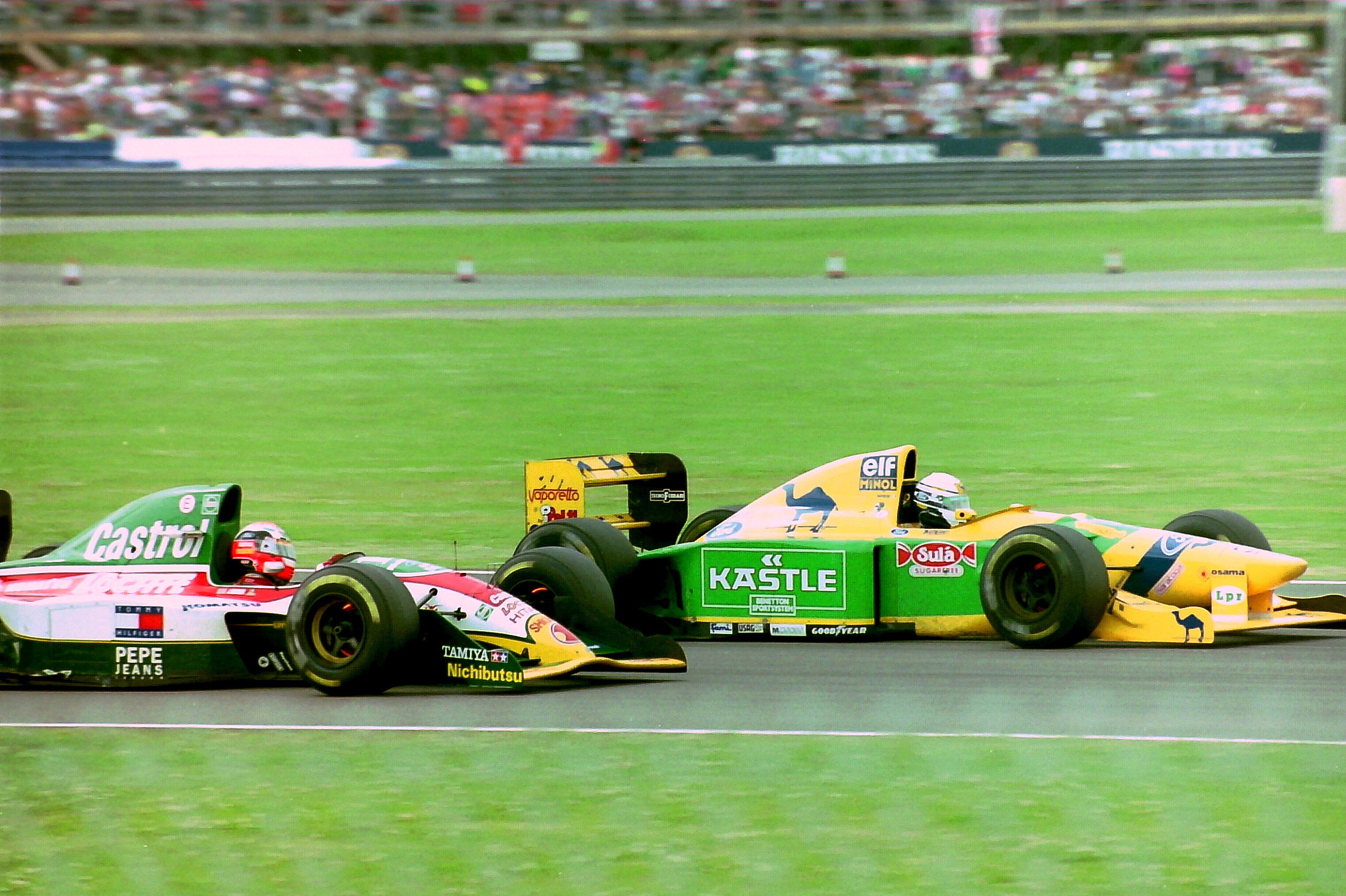
Бенеттон B193B обгоняет на торможении Лотус 107 (1993)

Обгон на торможении (англ. outbraking) — манёвр, употребляемый в автогонках. Выполняется на повороте трассы (точнее, перед поворотом в конце прямой), при этом обгоняющий гонщик, который уже имеет бо́льшую скорость, перед входом в поворот задерживает на мгновение торможение по сравнению с обгоняемой машиной. При успехе, обгоняющий окажется впереди обгоняемого по завершении манёвра. Манёвр напоминает балансирование на грани: тот, кто боится из-за слишком высокой скорости не справиться с поворотом и потому тормозит раньше, проигрывает.